# EXIT TUNES PRESENTS Vocaloseasons feat.初音ミク Winter
『EXIT TUNES PRESENTS Vocaloseasons feat.初音ミク Winter』（エグジット・チューンズ・プレゼンツ ヴォカロシーズンス フィーチャリング・はつねミク　ウィンター）は、EXIT TUNESボカロコンピシリーズの第18弾となるVOCALOIDコンピレーション・アルバム。 2018年1月17日発売。

## 収録曲
1. スターナイトスノウ
2. ターミナル
3. Snow Song Show
4. ショパンと氷の白鍵
5. 東京駅
6. コトバナキコトバ
7. ライカ
8. 白い雪のプリンセスは
9. drop of regret（2017-18 winter mix）
10. 鈍色空に花吹雪
11. オリオンの夢
12. soundless voice
13. スノートリック
14. 波に名前をつけること，僕らの呼吸に終わりがあること。
15. メリーメリー